# Eduardo Abaroa Hidalgo
Eduardo Abaroa Hidalgo (San Pedro de Atacama, 13 de octubre de 1839-Calama, 23 de marzo de 1879), a veces también referido con la grafía Avaroa, fue un comerciante y empresario boliviano, honrado póstumamente con el grado de coronel del ejército boliviano y considerado héroe de guerra.
Tras el estallido de la guerra del Pacífico en 1879, que enfrentó a los países aliados de Bolivia y Perú contra Chile, se incorporó voluntariamente a las tropas bolivianas. Durante la invasión u ocupación chilena, lideró la resistencia civil en la batalla de Topáter, donde falleció. En la actualidad, es considerado uno de los más importantes héroes bolivianos de la guerra del Pacífico y fue póstumamente reconocido con el grado de coronel.

## Antecedentes familiares
Abaroa era un contador y empresario que trabajaba en una mina de plata localizada en el departamento del Litoral, territorio perteneciente en esa época a Bolivia. En esa época, Calama era un pequeño pueblo de paso de caravanas de ganado y minerales. Eduardo Abaroa poseía parte de las tierras de pastizales y vegas que eran utilizadas para el ganado y producción de alfalfa.
Perteneciente a la familia Abaroa, una familia tradicional de la zona precordillerana de San Pedro de Atacama, fue el quinto de los ocho hijos de Juan Abaroa y Benita Hidalgo; sus hermanos fueron: Cesaria, Guadalupe, casada en 1850 con Mariano Franco Acuña; Ignacio (n. 1833), casado con Francisca Angulo Almendares; José, Gregoria, Corina e Irene (n. 1842), casada con Juan Bautista Ascárate Trujillo.
Eduardo Abaroa se casó con Irene Rivero Pachas, con quien tuvo cinco hijos: Andrónico, Eugenio, Amalia, Antonia y Juan Eduardo.

## Batalla de Calama o del puente Topáter

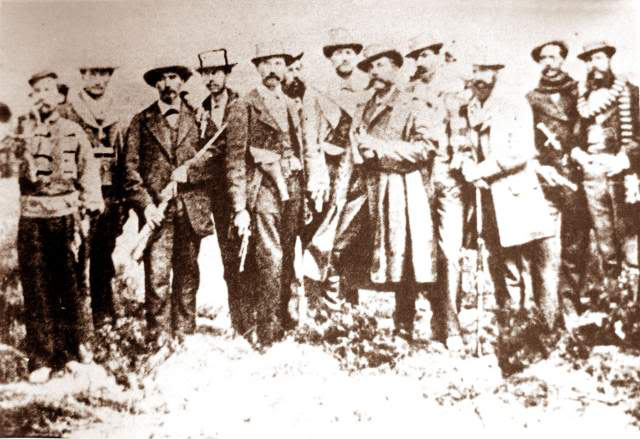
Grupo de civiles bolivianos que encabezaron la resistencia en Calama. Al centro izq. con fusil en ristre Severino Zapata, al centro con revólver en mano, Eduardo Abaroa, al centro der., coronel Ladislao Cabrera.

Eduardo Abaroa Hidalgo fue el primero de los civiles en ofrecerse como voluntario al abogado y coronel de milicias Ladislao Cabrera. Se convirtió en su brazo derecho para los preparativos de la defensa. Cuando todo estuvo listo, Cabrera le aconsejó que volviese al lado de su familia. Él  contestó:
Soy boliviano, esto es Bolivia y aquí me quedo.
Nota: según otros documentos, la respuesta de Abaroa habría tenido lugar en el consulado de Francia en Antofagasta entre Eduardo Abaroa, quien dirigía la resistencia civil, y el coronel Villagrán, a cargo de la invasión chilena).[cita requerida] Las tropas chilenas provenían de Antofagasta vía Caracoles en una marcha a pie y en pleno desierto de 230 kilómetros aproximadamente. Esas fuerzas venían a cargo del teniente coronel Eleuterio Ramírez Molina.
Durante la Batalla de Calama (23 de marzo de 1879), el primer choque armado de la guerra, el coronel Abaroa era parte de una fuerza boliviana reducida en número, cuya misión era defender un puente (actual puente Topáter) que cruza sobre el río Loa y era la vía de acceso por el lado sur a la ciudad de Calama. Eduardo Abaroa no fue militar en vida y su título de coronel fue otorgado post mortem por el estado de Bolivia y en reconocimiento de su entrega y valor demostrada en defensa de territorio patrio. En ese entonces, San Pedro de Atacama era un cabildo o departamento de Bolivia.
Se lanzó a la lucha con inquebrantable decisión. No le bastó quedarse en una de las trincheras del Topáter. Cruzó el río encabezando al mayor Patiño, el oficial Burgos y los ocho fusileros. Patiño, Burgos y los soldados cayeron prisioneros. Él permaneció en una zanja armado con su Winchester —que llevaba desde el principio— y junto a otros dos recogidos de compañeros caídos a su lado. El peón que vino con él desde San Pedro de Atacama lo ayudaba a cargarlos.
El subteniente chileno Carlos Souper narró en una carta que se publicó en un diario de Valparaíso:

Cuando el enemigo desamparó las trincheras fuimos avanzando, saltando fosos y cercas, llegando a un cerco chico, donde había muchos matorrales y un fosito de 10 varas de largo, con un puentecito de menos de una vara de ancho por donde había que pasar.

Nos sorprendió constatar que un boliviano desde dentro hiciera fuego a más de 100 hombres, entre caballería y el 2.º de línea, que iban a pasar por allí. Pues amigos, nos dio balas duro y fue imposible pillarlo por mucho que se lo buscaba.
Carlos Souper

El coronel Villagrán consideró la acción de Abaroa como temeraria, pero patriótica, por lo cual al principio dio órdenes de no abatirlo. Sin embargo, luego de pasadas las horas y con soldados chilenos heridos, conminó a la rendición a Abaroa. El coronel Villagrán no podía esperar más, y lanzó un grito a su oponente:
- "¡Ríndase y le concedo la vida!"

El conminante grito resonó en el Paso Topáter, y la respuesta, plena de orgullo y llena de la sinrazón de los hombres que combaten, tiro su rifle al suelo y tronó en el aire:
- "¿Rendirme yo?¡Qué se rinda su abuela, carajo!"

Y en ese grito, con esa respuesta, el ciudadano Abaroa pasó a la historia. El coronel Villagrán no pudo esperar más ya que las fuerzas de Eduardo Abaroa causaba muchas bajas al ejército chileno y fue muy difícil dar con él entre las trincheras. El coronel Villagrán ordenó el disparo de los fusiles. Lo impactaron 2 disparos, por lo cual quedó tendido y mientras intentaba seguir disparando, murió ante el asombro de los soldados chilenos que lo veían como una gran amenaza; junto a él cayeron 20 bolivianos.
Terminada la batalla, el cuerpo de Abaroa fue enterrado con honores militares por el Ejército chileno, el día 23 de marzo en el cementerio de Calama. Su entierro fue hecho con honores de héroe: se efectuaron veintiún disparos en su honor y fue envuelto en la bandera chilena, a falta de una bandera boliviana para este póstumo homenaje.

## Reconocimiento en Bolivia

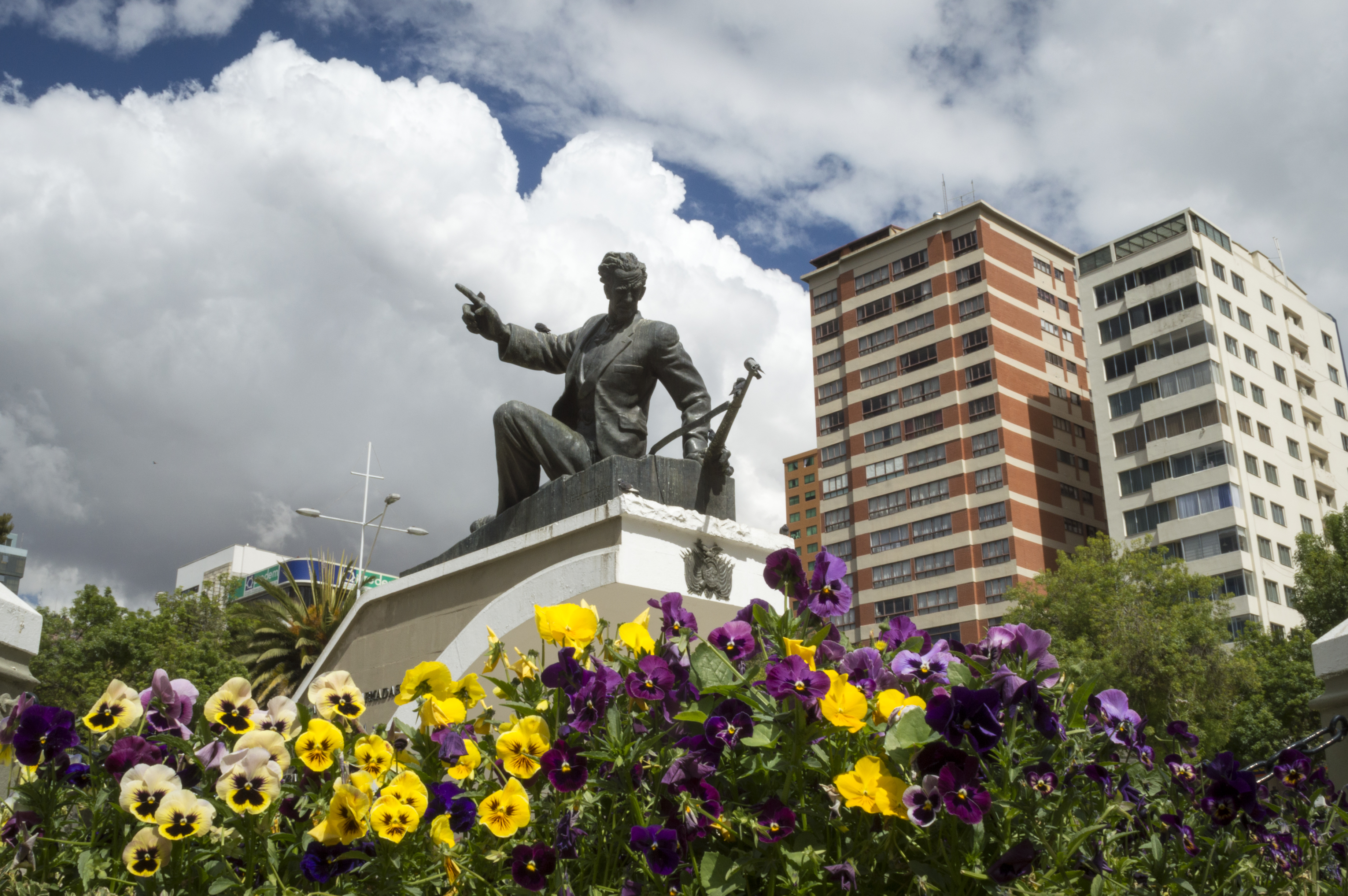
Monumento a Eduardo Abaroa en la Plaza que lleva su nombre en La Paz, Bolivia

El 21 de marzo de 1952, con motivo del el 73.º aniversario de su muerte, el gobierno boliviano repatrió el cuerpo de Abaroa que fue escoltado por el ejército chileno con honores militares hasta la frontera, donde fue recibido por su símil boliviano. En su exhumación, se recuperaron restos de la bandera chilena con que fue enterrado y casquillos de las balas disparadas en su honor. Posteriormente, fue enterrado con honores y en medio de una muchedumbre en la plaza de La Paz que lleva el nombre del héroe.
En la Plaza Abaroa, ubicada en Sopocachi, uno de los barrios más tradicionales de la ciudad de La Paz, se halla erigida una gran estatua de bronce del héroe boliviano, presentándolo en actitud desafiante, como él se habría presentado el momento antes de su muerte.
Asimismo, su país lo honró con una serie de sellos postales en los que se citaron sus últimas palabras. La provincia boliviana de Abaroa y la Reserva Nacional de Fauna Andina Eduardo Abaroa fueron nominadas en su honor. En 1981 su rostro apareció en el billete de 500 pesos bolivianos lanzado a circulación ese mismo año. El 23 de marzo, aniversario de la muerte de Abaroa, en Bolivia se conmemora el Día del Mar.
En 2017 una serie limitada de monedas con motivos relacionados con la causa marítima incluyeron su efigie entre los cuatro diseños de la serie.

## Reconocimiento en Chile
Además de los honores militares durante el traslado de sus restos, en la ciudad de Calama el 10 de abril de 2007, el gobierno chileno instaló una placa recordatoria en su honor en el Regimiento Topáter. En la ceremonia, participaron los ministros de Defensa de Chile, José Goñi, y de Bolivia, Walker San Miguel, además de los comandantes en jefe de los ejércitos de ambos países. El homenaje fue visto por el ministro de la presidencia boliviano Juan Ramón Quintana como «un punto de inflexión» en la historia de ambos países, que bajo los gobiernos de Michelle Bachelet y Evo Morales estaban en «una nueva dirección en las relaciones bilaterales».
Adicionalmente, Calama cuenta con una de sus calles principales con el nombre del héroe.

## Descendientes

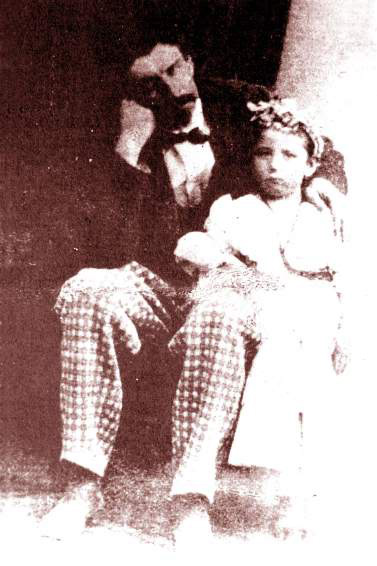
Abaroa junto a su hija.

Los hijos Abaroa Ruvero mantuvieron contacto con los territorios en disputa, actualmente parte de Chile, donde desarrollaron sus actividades posteriores; nietos y bisnietos se establecieron en ambos países.
1. Andrónico Abaroa Rivero (San Pedro de Atacama, 24 de octubre de 1863-Calama, 27 de febrero de 1937), durante el siglo XX, fue comerciante, primeramente dedicado al ganado, posteriormente creó una fábrica de pólvora en Calama y luego fundó una empresa de electricidad en la misma ciudad, fue también cónsul vitalicio de Bolivia en Calama. Se casó con Lastenia Córdoba, con quien tuvo a sus hijos Eduardo radicado en Calama, casado, tuvo dos hijos Juan y Elena, esta última radicada en Antofagasta y casada con el inmigrante croata Policarpo Luksic Ljubetic, fundadores de la familia Luksic.
2. Eugenio Abaroa Rivero (San Pedro de Atacama, 1866-¿?), casado con Margarita Franco, fue agricultor, con descendencia aún residente en San Pedro.
3. Amalia Abaroa Rivero (bautizada en San Pedro de Atacama, 23 de septiembre de 1868-¿?), se casó el 26 de octubre de 1891 en su pueblo natal con Luciano de los Ríos, con quien se estableció en Salta durante el siglo XX.
4. Antonia Abaroa Rivero (bautizada en Chiu Chiu, 13 de agosto de 1874-¿?), radicada en Antofagasta durante el siglo XX.
5. Juan Eduardo Abaroa Rivero (Calama, 1878-¿?), radicado en su ciudad natal, fue comerciante y tuvo por hijos a José, Óscar, Elsa, Eliana y Adelaida.